# ألفونس دس فرانسوا
ألفونس دس فرانسوا (بالفرنسية: Alphonse François)‏ هو نقاش فرنسي، ولد في 25 أغسطس 1814 في باريس في فرنسا، وتوفي في 7 يوليو 1888 في الدائرة الخامسة في باريس في فرنسا.